# IRA-Morde von Jonesborough 1989
Die IRA-Morde von Jonesborough ereigneten sich während des Nordirlandkonflikts am 20. März 1989 nahe der irischen Grenze bei Jonesborough im nordirischen County Armagh. Dabei wurden Chief Superintendent Henry Breen und Superintendent Robert Buchanan von der Royal Ulster Constabulary (RUC) von Angehörigen der South Armagh Brigade der IRA in einem Hinterhalt erschossen. Die Opfer befanden sich auf der Rückreise von Gesprächen mit Amtskollegen der irischen Garda in Dundalk, County Louth, um Informationen über IRA-Schmugglertätigkeiten im Grenzgebiet auszutauschen. Henry Breen und Robert Buchanan waren die beiden hochrangigsten Todesopfer der RUC im Nordirlandkonflikt.
Besondere Brisanz erlangte der Anschlag auch deshalb, weil das Smithwick Tribunal 2013 zu dem Schluss kam, dass der Anschlag in Absprache mit einem oder mehreren Angehörigen der Garda erfolgt war.

## Vorgeschichte
Im Nordirlandkonflikt operierten im südlichen County Armagh IRA-Einheiten mit weitaus größeren Freiheiten als IRA-Einheiten in anderen Teilen Nordirlands, was unter anderem auf den außergewöhnlich hohen Rückhalt in der fast ausschließlich katholisch-nationalistischen Bevölkerung dieses Gebietes zurückzuführen war. Aufgrund der Gefahr von Anschlägen durch die berüchtigte South Armagh Brigade, mied die British Army im Süden Armaghs den Landweg, operierte überwiegend mit Hubschraubern und versuchte, das Gebiet von mehreren Wachtürmen aus zu kontrollieren.
Armagh grenzt im Süden an die irischen Countys Louth und Monaghan, wobei der innerirische Grenzverlauf im Anglo-Irischen Vertrag von 1921 festgelegt wurde. Die Grenzziehung unterbrach die engen Beziehungen des Gebiets im Süden Armaghs um Crossmaglen zur Stadt Dundalk in Louth. 1925 wurde ein Vorschlag der gemeinsamen Grenzkommission bekannt, ein Gebiet um Crossmaglen mit ungefähr 14.000 fast ausschließlich katholisch-nationalistischen Einwohnern Irland zuzuschlagen. Der Vorschlag blieb unverwirklicht.
Aufgrund dieser geschichtlichen und gesellschaftlichen Verbundenheit der Regionen konnte die IRA auf Anhänger und Unterstützer in Irland zurückgreifen, zudem nutzten IRA-Kämpfer Irland als Rückzugsgebiet und Operationsbasis. RUC und Army war ein Überschreiten der irischen Grenze verboten, was die Täter vor direkten britischen Gegenmaßnahmen schützte. Nach dem von Irland aus erfolgten Anschlag von Warrenpoint 1979 wurden die irischen Maßnahmen zur Aufdeckung und Strafverfolgung von den britischen Ermittlern als unkooperativ und unzureichend eingestuft.

## Zusammenarbeit der RUC und Garda
Zur Förderung der grenzüberschreitenden Zusammenarbeit beider Staaten wurde schließlich 1985 das Anglo-Irische Abkommen unterzeichnet und eine Arbeitsgruppe mit Mitgliedern beider Polizeikräfte geschaffen. In dieser Arbeitsgruppe sollten Informationen und operative Ressourcen im Kampf gegen die IRA ausgetauscht werden. Zuständig für große Teile des Countys Armagh war die H-Division der RUC mit Sitz in der Hauptstadt Armagh unter Chief Superintendent Henry Alexander „Harry“ Breen, welcher sich seit 1957 im Dienste der RUC befand. Der seit 1956 bei der RUC dienende Superintendent Robert „Bob“ Buchanan war Leiter der Grenzabteilung der H-Division. Breen und Buchanan waren daher Schlüsselpersonen der grenzüberschreitenden Zusammenarbeit.
Zur Bekämpfung der grenzübergreifenden Schmugglerkriminalität kam es 1989 zu mehreren Treffen der Verantwortlichen beider Seiten. Buchanan fuhr dabei von Januar bis zum Zeitpunkt des Anschlags 22-mal mit seinem roten Vauxhall Cavalier mit nordirischen Kennzeichen zu seinen irischen Kollegen über die Grenze, davon 14-mal in die Polizeistation von Dundalk. Diese Treffen wurden üblicherweise kurzfristig und über Telefon vereinbart. Im Gegensatz dazu beteiligte sich Henry Breen nicht oft an den Fahrten ins nahe Irland, vor dem Attentat zuletzt am 2. Februar 1989.
Am 20. März 1989 war telefonisch ein weiteres Treffen zwischen Robert Buchanan und Henry Breen, sowie ihren irischen Amtskollegen Garda Superintendent Pat Tierney und Garda Chief Superintendent John Nolan in Dundalk vereinbart worden. Dabei sollte über Schmugglertätigkeiten der IRA unter der mutmaßlichen Kontrolle von Thomas Murphy gesprochen werden.

## Anschlag
Breen begab sich von Armagh nach Newry und traf sich dort mit Robert Buchanan, ehe sie mit Buchanans Vauxhall über die irische Grenze und zur Garda-Station in Dundalk fuhren. Nach der rund einstündigen Besprechung verließen Breen und Buchanan den Besprechungsraum von Garda Chief Superintendent John Nolan und kehrten zu ihrem Fahrzeug am Vorhof der Station zurück. Mit diesem fuhren sie bei Grenz-Checkpoint 10 wieder auf nordirisches Gebiet und bewegten sich weiter auf der ländlichen Edenappa Road.
Nur wenige Hundert Meter hinter der Grenze hatten zwei IRA-Kämpfer inzwischen an einer nur schwer einsehbaren Stelle bei Jonesborough drei Fahrzeuge angehalten und damit eine improvisierte Straßensperre errichtet. Die Insassen dieser Fahrzeuge mussten sich an der Straße auf den Boden legen. Als Breen und Buchanan die Stelle erreichten und die Situation erkannt hatten, versuchten sie auf der schmalen Straße zu wenden, was aber misslang. Aus einem nachfolgenden hellen Van stiegen vier maskierte Männer und eröffneten sofort das Feuer auf die beiden unbewaffneten Beamten in Zivil. Während Buchanan noch im Fahrzeug seinen Schussverletzungen erlag, wurde Breen erst außerhalb des Fahrzeugs tödlich getroffen. In Händen hielt er ein weißes Taschentuch, mit dem er wahrscheinlich seine Aufgabe signalisieren wollte. Die Täter nahmen anschließend Unterlagen aus dem Fahrzeug an sich und flüchteten in ihrem Van vom Tatort.
Nur wenige Minuten nach den Schüssen ergingen Notrufe und Meldungen an die RUC in Forkhill und das Royal Regiment of Fusiliers der British Army. Aufgrund eines Snowsquall, der anbrechenden Dunkelheit und der möglichen Gefahr von Sprengfallen, konnten die Leichen erst am nächsten Tag geborgen werden. Beide Opfer wiesen mehrere Schussverletzungen auf, darunter aus nächster Nähe abgegebene Kopfschüsse.
Am 22. März 1989 gegen 23 Uhr bekannte sich die IRA in einer Radiodurchsage zu dem Anschlag.

## Ermittlungen
Die Ermittlungen gestalteten sich aufgrund der in South Armagh operierenden IRA und der loyal zu dieser Organisation stehenden Bevölkerung als schwierig und gefährlich. Zwei der vier ermittelten Tatwaffen wurden durch ballistische Untersuchungen mit weiteren Verbrechen in South Armagh in Verbindung gebracht. Der von den Tätern benutzte Van war am 18. März gestohlen und kurz nach der Tat verbrannt worden. Das Wrack konnte erst am 29. März sichergestellt werden. Nachforschungen bezüglich verdächtiger Fahrzeuge und Telefonate im Umkreis der Garda-Station in Dundalk am Tag der Verbrechen blieben ergebnislos. Am Tatort konnte eine Getränkeflasche und ein Taschentuch sichergestellt werden, auf denen jedoch keine DNA-Spuren gesichert werden konnten. Ziel des Anschlags soll Henry Breen gewesen sein, welcher aufgrund seines Fernsehauftritts nach dem Anschlag von Loughgall 1987 als Hassobjekt der IRA gegolten haben soll.
Aufgrund der Ermittlungen konnte folgender zeitlicher Ablauf rekonstruiert werden;
- 14:00–14:10 Uhr: Breen und Buchanan erreichen die Garda-Station in Dundalk
- 14:30 Uhr: Das spätere Täterfahrzeug kommt aus südlicher Richtung auf der Edenappa Road und hält an einem verlassenen Haus, welches von fünf der Fahrzeuginsassen betreten wird
- 15:15–15:20 Uhr: Die Besprechung in Dundalk ist zu Ende. Breen und Buchanan erreichen ihr Fahrzeug am Vorhof der Garda-Station
- ca. 15:30 Uhr: Das Täterfahrzeug nimmt die fünf Personen aus dem Haus wieder auf und parkt auf der rechten Seite der Edenappa Road
- 15:35: Zwei der Männer des Täterfahrzeugs nehmen Positionen an einer nicht einsehbaren Stelle der Straße ein
- 15:40 Uhr: Die beiden Männer stoppen drei Fahrzeuge, zwingen die Insassen sich auf den Boden zu legen und errichten eine Sperre
- 15:40–15:58 Uhr: In diesem Zeitraum finden die Morde an Buchanan und Breen statt
- 15:58 Uhr: Das Royal Regiment Fusiliers der British Army wird über ein rotes Fahrzeug mit leblosen Körpern auf der Edenappa Road informiert
- 16:10: Ein Notruf erreicht die RUC in Forkhill

Verdächtigungen bezüglich eines Maulwurfs innerhalb der Garda kamen auf. Denn vor seiner Abreise aus Armagh hatte Breen gegenüber seinem Stabsoffizier Alan Mains noch Bedenken bezüglich der Fahrt nach Dundalk geäußert und verdächtigte einige Beamte der Garda der Komplizenschaft mit Thomas Murphy, auf den die grenzüberschreitenden Ermittlungen zu jenem Zeitpunkt abgezielt hatten. Schon im April 1987 war die RUC vom Garda Detective Superintendent Tom Curran über konkrete Anschlagspläne der IRA auf RUC-Beamte der Arbeitsgruppe unterrichtet worden. Buchanan verdächtigte zudem den Garda-Beamten Owen Corrigan in Dundalk der IRA-Komplizenschaft und meldete seine Bedenken Tom Curran, die dieser an das Garda-Hauptquartier weiterleitete. Curran bestritt die Vorwürfe. Ermittlungen über Verdächtige in der Garda-Station von Dundalk durch Garda Assistant Commissioner Edward O’Dea blieben jedoch erfolglos.
Den Verdacht der Zusammenarbeit von Personen aus dem Umfeld der Garda mit der IRA bezüglich der Morde äußerten auch der Journalist und Autor Toby Harnden in seinem 1999 erschienenen und 2000 überarbeiteten Buch „Bandit Country“, sowie der Journalist Kevin Myers in einem Artikel der Irish Times vom März 2000. Auch Jeffrey Donaldson vom House of Commons vermutete eine Informationsweitergabe an die IRA und nannte dabei den ehemaligen Detective Sergeant Owen Corrigan, welcher bereits von Robert Buchanan verdächtigt worden war.

### Camon Report
Im April 2000 kam es daraufhin durch Garda Chief Superintendent Sean Camon und Detective Inspector Peter Kirwin zu einer erneuten Überprüfung sämtlicher Ermittlungsergebnisse und Dateien zu den Morden sowie einer Befragung der Journalisten Toby Harnden und Kevin Myers bezüglich ihrer Informationsquellen. Im abschließenden Camon Report wurden drei ehemalige Garda-Beamte genannt, die im März 1989 in Dundalk stationiert waren und in einem oder mehreren Fällen unangemessenen Kontakt zu subversiven Kräften unterhielten.
Es handelte sich dabei um den bereits verdächtigten Owen Corrigan, Sergeant Leo Colton und Sergeant Finbarr Hickey. Letzterer bekannte sich im Mai 2001 schuldig, gefälschte Antragsformulare für Reisepässe in Umlauf gebracht zu haben. Mit diesen gefälschten Formularen wurden Reisepässe beantragt, von denen einige später im Besitz hochrangiger IRA-Mitglieder gefunden wurden. Eine direkte Verbindung zu den Morden konnte jedoch nicht hergestellt werden.

### Cory Collusion Inquiry Report
Zu jener Zeit gab es in Nordirland Aufrufe zu Untersuchungen in einer Reihe von Morden zur Zeit des Nordirlandkonflikts. Im Rahmen der Bemühungen, das Karfreitagsabkommen von 1998 umzusetzen, fanden intensive Gespräche zwischen Regierungsvertretern aus Nordirland, Irland und England statt. Als Teil des dabei geschlossenen Weston Park Accord sollten eine Reihe ausgewählter Mordanschläge von einem pensionierten Richter von internationalem Rang aufgearbeitet werden. Dieser Richter sollte im Anschluss jeweils eine Empfehlung abgeben, ob eine öffentliche Untersuchung stattfinden sollte.
Mit dieser Aufgabe wurde ab 2002 der ehemalige kanadische Richter Peter Cory betraut. Zu den sechs ausgewählten Mordanschlägen gehörte auch jener auf die RUC-Beamten 1989. Cory kam in seinem 2003 veröffentlichten Cory Collusion Inquiry Report zu dem Ergebnis, dass die gesammelte Beweislast eine Absprache zwischen der Garda und IRA bei den RUC-Morden möglich erscheinen lasse und empfahl eine öffentliche Untersuchung des Verbrechens.

### Smithwick Tribunal Report
Gemäß den Vereinbarungen und Richter Corys Empfehlung wurde vom irischen Justizminister Michael McDowell 2005 ein Tribunal für die öffentliche Untersuchung unter Richter Peter Smithwick, das Smithwick Tribunal, gegründet. Zu den mühsamen Aufgaben des Tribunals in den ersten Jahren gehörte das Anfordern und Sicherstellen von Dokumenten, Erkenntnissen und Beweisen, sowie das Auffinden und Befragen von Zeugen. Von Juni 2011 bis Mai 2013 fanden die öffentlichen Anhörungen statt, bei denen über 200 Zeugen aussagten. Im Dezember 2013 wurde der Abschlussbericht vorgelegt.
Laut diesem Bericht wurden die IRA-Kräfte zweifelsfrei von einer oder mehreren Personen aus der Garda-Station in Dundalk mit Informationen über die Bewegungen von Buchanan und Breen versorgt. Es konnte dabei jedoch kein Verdächtiger namentlich erfasst werden.